# إرنست فيلكوم
إرنست فيلكوم Ernst Willkomm (1810 - 1886) هو أديب ألماني.
درس القانون وعلم اللغة والجمال في جامعة لايبزغ، حيث اتصل بالعديدين من ممثلي حركة ألمانيا الفتاة مثل كارل جوتسكوف. ونشر روايته الأولى عام 1833 وهي رواية «يوليوس كون» Julius Kühn والمسرحية المأساوية «برنهارد دوق فايمار».
وفي عام 1945 وما بعده قام برحلة إلى إيطاليا دون تجاربه فيها في صور أدبية بعنوان «ليال إيطالية» وكذلك في رواية «رفاق العشاء في روما». وفي عام 1849 عمل مراسلا حربيا ومحررا في جريدة لوبيكر تسايتونج. وفي العالم التالي تزوج بالكاتبة أنا ماريا كريستينه روزندال.
وفي عام 1857 رحل إلى هامبورغ وعمل محررا في مجلة «فصول» Jahreszeiten. وبعد وفاة زوجته عاد إلى مسقط رأسه تسيتاو حيث مات.
وقد نشر بعد وفاته كتاب «ذكريات من عهد الشباب» في عام 1887. وقد نشر في أثناء حياته روايات وصور أدبية سفرية وقصصا.
من أعماله:
- يوليوس كون 1833
- بيرنهارد دوق فايمار 1833
- كتاب القبلات 1834 (ديوان شعر)
- تجولات في بحري الشمال والبلطيق 1850
- من برلين إلى هامبورغ 1855 (مسرحية مأساوية)
- بانكو (رواية)
- أرواح ضالة (رواية)

## وصلات خارجية
- إرنست فيلكوم على موقع ديسكوغز (الإنجليزية)